# Cyperus leucocephalus
Cyperus leucocephalus är en halvgräsart som beskrevs av Anders Jahan Retzius. Cyperus leucocephalus ingår i släktet papyrusar, och familjen halvgräs. Inga underarter finns listade i Catalogue of Life.